# Chambre de commerce et d'industrie de Rouen
La chambre de commerce et d'industrie de Rouen était l'une des sept chambres de commerce et d'industrie du département de la Seine-Maritime. Elle avait son siège à Rouen, au Palais des Consuls, quai de la Bourse et elle avait quatre antennes à Yvetot, Saint-Valery-en-Caux, Neufchâtel-en-Bray et Gournay-en-Bray. Elle a été dissoute le 1er janvier 2016 par le décret no 2015-1643 du 11 décembre 2015 portant création de la chambre de commerce et d’industrie territoriale Seine-Mer Normandie et regroupant les circonscriptions des CCI territoriales de Dieppe, Elbeuf et Rouen.
Elle faisait partie de la chambre régionale de commerce et d'industrie Haute-Normandie jusqu'à la création de la chambre de commerce et d'industrie de région Normandie le 1er janvier 2016.

## Historique
Active dès le XVIe siècle, elle fut réellement créée en date du 19 juin 1703 par un arrêt du Conseil du Roi. Elle avait son siège au palais des Consuls, inauguré en 1956 par Paul Ramadier. Les architectes de ce bâtiment sont Pierre Chirol, Robert Flavigny, François Herr et Roger Pruvost. On peut y voir une rampe d'escalier due à Raymond Subes et des bas-reliefs de Maurice de Bus.

## Liste des présidents
- 1803-1805 : Alexandre Hellot
- 1806-1808 : Jean Ulric Guttinguer
- 1809-1810 : Alexandre Hellot
- 1810-1812 : Antoine Dupont
- 1812-1814 : Alexandre Hellot
- 1814-1816 : Antoine Dupont
- 1816-1817 : Hardouin
- 1818-1820 : Antoine Dupont
- 1820-1822 : Jean-Baptiste Le Brument
- 1822-1824 : Antoine Dupont
- 1824-1826 : Jean-Baptiste Le Brument
- 1826-1828 : Antoine Dupont
- 1828-1830 : Jean-Baptiste Le Brument
- 1830-1832 : Antoine Dupont
- 1832-1833 : Jean-Baptiste Le Brument
- 1834-1837 : Casimir Caumont
- 1837-1838 : Jean-Baptiste Rondeaux
- 1838-1839 : Georges-Pierre Bouctot
- 1839-1844 : Jean-Baptiste Rondeaux
- 1845-1846 : Théodore Le Picard
- 1846-1848 : Jean-Baptiste Rondeaux
- 1848-1868 : Amand Lemire
- 1869-1870 : Marcel Bazille
- 1870-1891 : Augustin Pouyer-Quertier
- 1891-1897 : Émile Duchemin
- 1897-1913 : Richard Waddington
- 1913-1921 : Georges Le Verdier
- 1921-1927 : Michel Desmonts
- 1928-1937 : Albert Faroult
- 1938-1944 : Marcel Lebourgeois
- 1945-1949 : Eugène Lavoisier
- 1949-1958 : Jacques Lemarchand
- 1958 : Marcel Humann
- 1958-1962 : Georges Lanfry
- 1962-1964 : Félix Herbay
- 1965-1974 : Jean Vaudour
- 1974-1982 : Marcel Sauvage
- 1982-1983 : Henri de Rochebouët
- 1983-1999 : Jacques Mouchard
- 1999- : Christian Hérail

## Missions
(juillet 2010).
À ce titre, elle est un organisme chargé de représenter les intérêts des 13 020 entreprises commerciales, industrielles et de service (2006) de sa circonscription qui comprend les 7 cantons de Rouen et 32 cantons de la Seine-Maritime et de leur apporter certains services ; c'est un établissement public qui gère en outre des équipements au profit de ces entreprises.
Comme toutes les chambres de commerce et d'industrie, elle est placée sous la tutelle du ministère de l'économie, de l'industrie et de l'emploi.

### Service aux entreprises
- Centre de formalités des entreprises
- Assistance technique au commerce et aux services à la personne
- Assistance technique à l'industrie et aux services aux entreprises
- Documentations et publications consulaires
- Études et veille technologique
- Point A (apprentissage)

### Gestion d'équipements
- Aéroport Rouen Vallée de Seine ;
- Hôtel d'entreprises ;
- Centre routier de l'agglomération rouennaise en partenariat.

### Centres de formation
- Centre de formation d'apprentis ;
- ESC Rouen - École supérieure de commerce de Rouen ;
- IFI - Institut de Formation Internationale (Rouen Business School) ;
- ISPP - Institut Supérieur de Préparations Professionnelles (Rouen Business School) ;
- ECAL - École de la Distribution (Rouen Business School) ;
- Ceppic : CEPPIC - Centre de Perfectionnement pour l'Industrie et le Commerce ;
- Esigelec : ESIGELEC - École supérieure d'ingénieurs en génie électrique ;
- IFA : IFA - Institut des Formations par l'Alternance.

## Pour approfondir